# Г. М. Димитров (станция метро)
«Г. М. Димитров» (болг. Ге Ме Димитро̀в) — станция Софийского метрополитена.
Станция названа в честь земледельческого лидера Георгия Михова Димитрова. В стране этого политика называют  Ге Ме Димитро̀в (или фамильярно ГеМе-то), чтобы не путать с именем коммунистического лидера мировой известности Георгия Михайловича Димитрова.

## История
Станция «Г. М. Димитров» была открыта 8 мая 2009 года.

## Местоположение
После ст. «Жолио Кюри» трасса метро выходит на поверхность и через эстакаду подходит к станцию «Г. М. Димитров». Вся наземная часть покрыта поликарбонатовым покрытием. Непосредственно у станции тоннель уходит под землю, где расположена сама станция. Станция имеет два наземных вестибюля. Обслуживает жилые районы «Мусагеница», «Дианабад», а также студенческого городка. Предполагается, что в часы пик через станцию будут проходить 25 000 пассажиров.
Станция подземная, мелкого заложения, длина платформы: 102 м.
В нескольких сотнях метров северо-восточнее станции находится Музей социалистического искусства.

## Фотогалерея

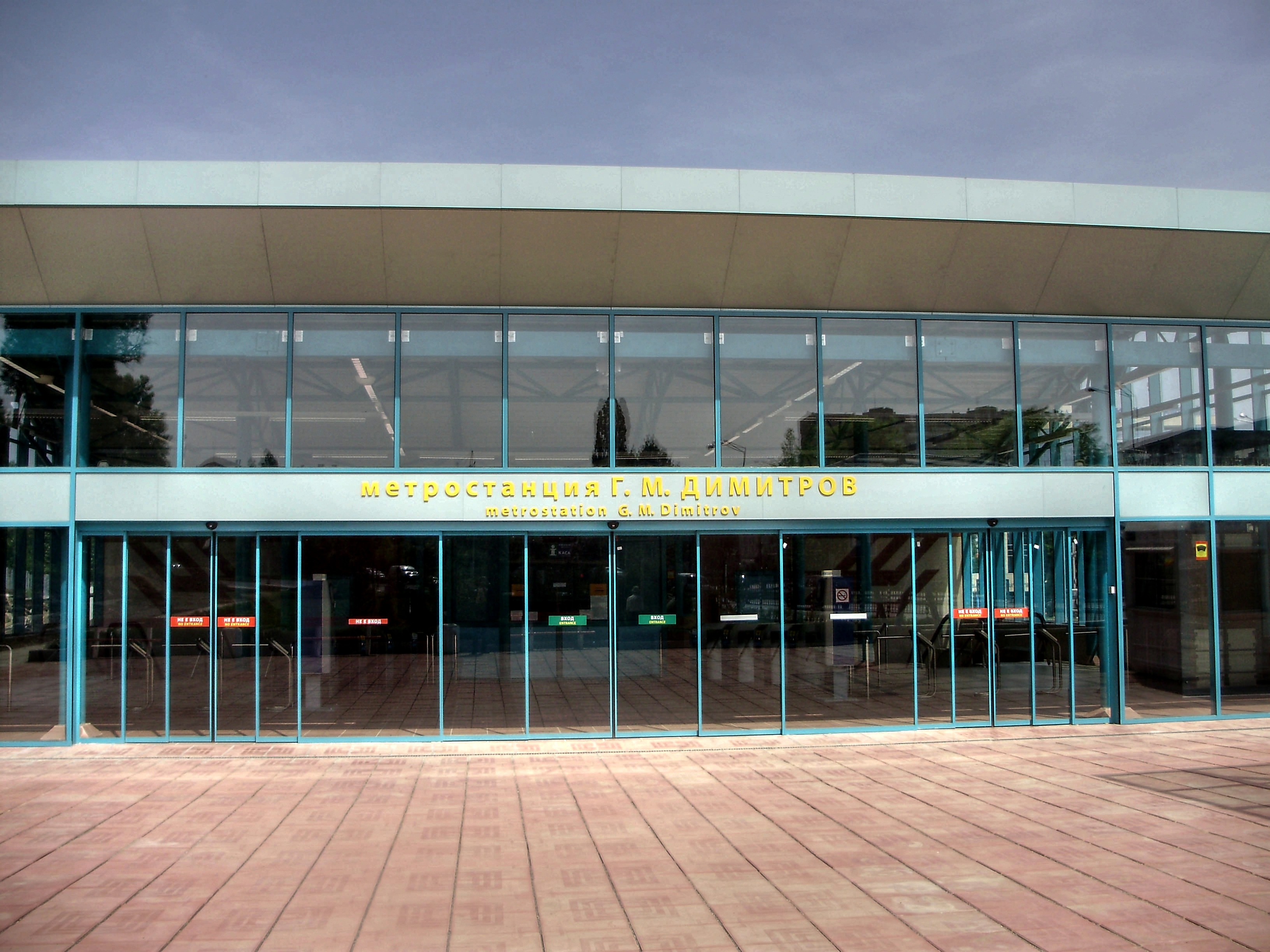
наземный вестибюль